# Elektronički mediji
Elektronički mediji su svi tipovi medijskog izvještavanja kojih je i kreiranje i recepcija zasnovana na elektroničkim uređajima, za razliku od tiskanih medija koji se danas također stvaraju elektroničkim putem (na računalu), no krajnji proizvod je otisnut na papiru (novine, knjige), i za njegovu percepciju nije potreban nijedan elektronički uređaj.
U elektroničke medije spadaju:
- radio
- televizija
- web portali (digitalne novine, tj. vijesti dostupne putem Interneta)

Povijest elektroničkih medija uključuje i telegrafiju.
U elektroničke medije u širem smislu mogu se svrstati i internetski forumi i Usenet, makar njihova prva svrha nije informiranje nego komunikacija.
U Hrvatskoj postoji Agencija za elektroničke medije. Riječ je o  neovisnom regulatornom tijelu koje, između ostalog, promiče javni interes i pluralizam medija. Agencija je osnovana sukladno odredbama Zakona o elektroničkim medijima. Tijela Agencije su ravnatelj Agencije i Vijeće za elektroničke medije.